# Víctor Joy Way
Víctor Dionicio Joy Way Rojas (* 10. März 1945 in Huánuco) ist ein peruanischer Politiker. Vom 3. Januar 1999 bis zum 10. Oktober 1999 war er Premierminister von Peru.

## Leben
Nach der Schulzeit studierte Joy Way Wirtschaftsingenieurwesen an der Universidad Nacional de Ingeniería (UNI) und war danach als Wirtschaftsingenieur und Manager tätig. Postgraduatestudien in Entwicklungsplanung an der Escuela Superior de Administración Pública (ESAP) und Wirtschaftswissenschaften am Williams College beendete er mit einem Master. Daneben studierte er angewandtes Management an der Graduated School of Business Administration der Harvard University.
Am 15. Februar 1991 übernahm Joy Way im Kabinett von Premierminister Carlos Torres y Torres Lara das Amt des Ministers für Industrie, Außenhandel, Tourismus und Integration (Ministro de Industria, Comercio Exterior, Turismo e Integración) und bekleidete dieses auch in den darauf folgenden Regierungen von Alfonso de los Heros und Óscar de la Puente Raygada bis zum 28. August 1993. Nachdem Staatspräsident Alberto Fujimori den Kongress der Republik Peru nach einem vom Militär gebilligten Staatsstreich am 5. April 1992 aufgelöst hatte, wurde er 1992 als Kandidat der Cambio 90 zum Mitglied des Kongresses zur Konstituierung der Demokratie (Congreso Constituyente Democrático) gewählt und gehörte diesem bis 1995 an. Zuletzt war er zwischen 1994 und 1995 dessen Zweiter Vizepräsident sowie Vorsitzender des Außenpolitischen Ausschusses (Comisión de Relaciones Exteriores).
Bei den Wahlen vom 9. April 1995 wurde er für die Cambio 90 zum Mitglied des Kongresses der Republik gewählt und war zunächst dessen Erster Vizepräsident, ehe er am 26. Juli 1996 als Nachfolger von Martha Chávez erstmals Präsident des Kongresses wurde. Diesen Posten als Parlamentspräsident bekleidete er bis zu seiner Ablösung durch Carlos Torres y Torres Lara am 26. Juli 1997. Anschließend war er erneut Vorsitzender des Außenpolitischen Ausschusses sowie des Wirtschaftsausschusses (Comisión de Economía). Ein Jahr später wurde er am 26. Juli 1998 als Nachfolger von Torres y Torres Lara abermals Präsident des Kongresses und verblieb in dieser Funktion bis zum 3. Januar 1999, woraufhin Ricardo Marcenaro die Nachfolge antrat.
Im Anschluss wurde Joy Way am 3. Januar 1999 von Staatspräsident Fujimori zum Nachfolger von Alberto Pandolfi Arbulú als Premierminister (Presidente del Consejo de Ministros) ernannt und bekleidete dieses Amt bis zu seiner Ablösung durch Alberto Bustamante Belaunde am 10. Oktober 1999. In seinem Kabinett bekleidete er zugleich das Amt des Ministers für Wirtschaft und Finanzen (Ministro de Economía y Finanzas).
Am 5. September 2001 wurde Joy Way verhaftet und sein Vermögen beschlagnahmt. Im Februar 2005 wurde er wegen illegaler Bereicherung und Steuerhinterziehung zu einer Freiheitsstrafe von acht Jahren sowie einer Geldstrafe von zehn Millionen Nuevo Sol verurteilt. Im September 2008 wurde er nach sieben Jahren vorzeitig aus der Haft entlassen. 2016 wurde er wegen des weiteren Vorwurfes der Geldwäsche freigesprochen, da diese Taten zum Zeitpunkt der Begehung zwischen 1999 und 2001 noch nicht mit Strafen bedroht waren.